# Schoepfia lucida
Schoepfia lucida là một loài thực vật có hoa trong họ Schoepfiaceae. Loài này được Pulle miêu tả khoa học đầu tiên năm 1912.